# Kharaghoda
Kharaghoda è una suddivisione dell'India, classificata come census town, di 10.927 abitanti, situata nel distretto di Surendranagar, nello stato federato del Gujarat. In base al numero di abitanti la città rientra nella classe IV (da 10.000 a 19.999 persone).

## Geografia fisica
La città è situata a 23° 12' 00 N e 71° 43' 38 E.

## Società

### Evoluzione demografica
Al censimento del 2001 la popolazione di Kharaghoda assommava a 10.927 persone, delle quali 5.855 maschi e 5.072 femmine. I bambini di età inferiore o uguale ai sei anni assommavano a 1.757, dei quali 912 maschi e 845 femmine. Infine, coloro che erano in grado di saper almeno leggere e scrivere erano 4.478, dei quali 3.020 maschi e 1.458 femmine.